# Muzeum Stefana Żeromskiego

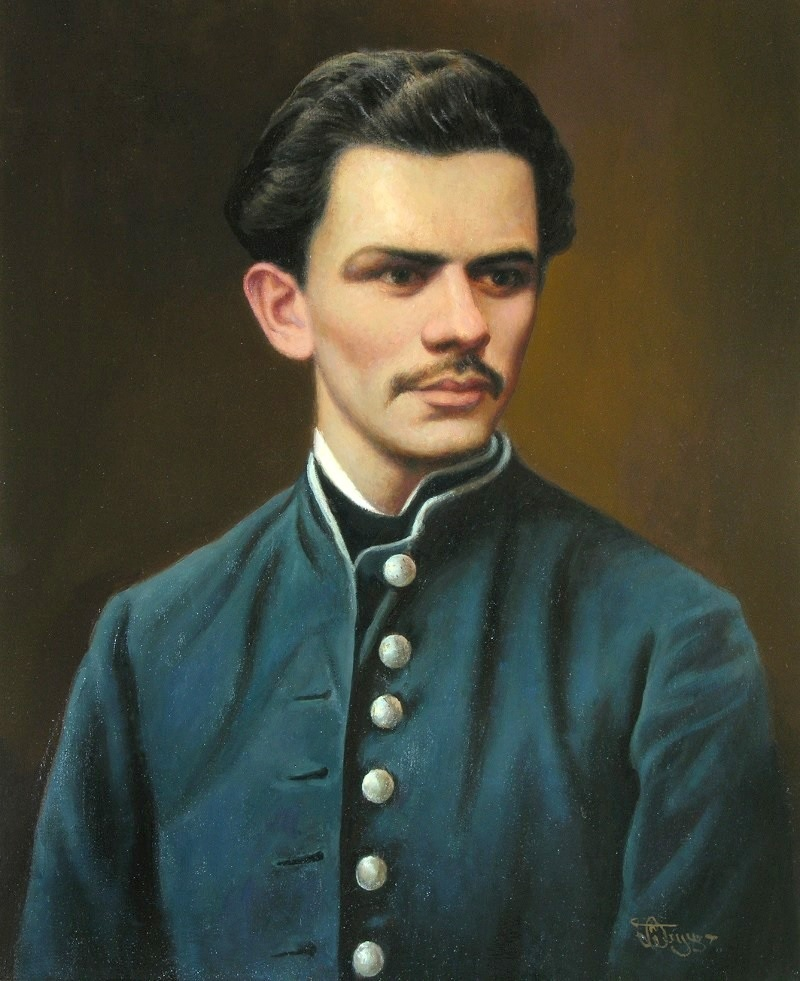
Stefan Żeromski

Muzeum Stefana Żeromskiego – oddział Muzeum Narodowego w Kielcach.

## Historia i stan obecny
Muzeum mieści się w części budynku szkoły, do której w latach 1874–1886 uczęszczał Stefan Żeromski. Budowę szkoły rozpoczęto wiosną 1724 roku na tzw. Krakowskim Przedmieściu, w sąsiedztwie kościoła św. Trójcy, z inicjatywy bp. krakowskiego Konstantego Felicjana Szaniawskiego. Naukę rozpoczęto 4 września 1727 roku. Szkołę prowadzili księża Instytutu „Communis Vitae”, zwani potocznie bartoszkami (od imienia założyciela instytutu ks. Bartłomieja Holzhausera) lub komunistami.
3 lutego 1905 uczniowie zaprotestowali przeciwko rusyfikacji, za co wielu z nich zostało relegowanych z gimnazjum. W 1933 w budynku odsłonięto tablicę upamiętniającą to wydarzenie. W 1962 roku szkoła została przeniesiona do nowego gmachu przy ul. ks. Piotra Ściegiennego 15, gdzie działa do dziś jako I Liceum Ogólnokształcące im. Stefana Żeromskiego w Kielcach.
W opuszczonym gmachu szkoły, 28 czerwca 1965 roku, z inicjatywy kustosz ówczesnego Muzeum Świętokrzyskiego (obecnie Muzeum Narodowego w Kielcach) Aleksandry Zasuszanki Dobrowolskiej otwarto Muzeum Lat Szkolnych Stefana Żeromskiego.
W szkole kształciło się wielu znanych ludzi, m.in. Piotr Ściegienny, Alfons Grotowski (inżynier, współtwórca systemu wodociągów miejskich w Warszawie), Józef Kenig, Adolf Dygasiński, Roman Plenkiewicz (pedagog, historyk literatury, redaktor naczelny „Przeglądu Pedagogicznego”), Walery Przyborowski, Aleksander Głowacki (Bolesław Prus), Władysław Gajkiewicz (lekarz, redaktor „Gazety Lekarskiej”), Stanisław Sienicki (redaktor „Gazety Kieleckiej”), Bolesław Markowski (wiceminister skarbu), Felicjan Sławoj-Składkowski (ostatni premier w okresie międzywojennym), Stanisław Niesiołowski (malarz), Julian Greek (wiceminister przemysłu ciężkiego), Hieronim Wiatr (profesor Oxfordu), Hugon Moryciński (dyrektor teatru w Kielcach i Bydgoszczy), Gustaw Herling-Grudziński, Józef Ozga-Michalski, Jerzy Korey-Krzeczowski, Wiesław Jażdżyński, Marian Sołtysiak „Barabasz”.

## Zbiory
W zbiorach muzeum znajdują się rękopisy utworów Stefan Żeromskiego. Między innymi fragment brulionu Wiernej rzeki, część czystopisu Słowa o bandosie, tekst polski włoskiej przedmowy do książki G.L. Milesi La spedizione di Francesco Nullo in Polonia, 1863, czystopisy utworów Wszystko i nic oraz Snu o chlebie, pięć kartek noweli Z odczytem, a także rękopis Oświadczenia w sprawie ochrony dla dzieci w Nałęczowie.
W muzeum zgromadzono zbiór listów pisarza z różnych lat. Ich adresatami byli: Bronisław Saski – kuzyn Żeromskiego, Zofia Kozierkiewiczowa – mieszkanka Kielc, Edmund Massalski – ówczesny redaktor „Gazety Kieleckiej”, Edward Łuszczkiewicz – szkolny kolega, Aleksander Januszkowski – zakopiański lekarz, Antoni Osuchowski – prawnik, czy Stefania Gliwicówna i Maria Bogdanowicz.
W zbiorach muzeum znajdują się pierwsze wydanie Ech leśnych z dedykacją dla Zofii Kochnowskiej czy O Adamie Żeromskim wspomnienie z dedykacją dla Jana Müllera.
Muzeum posiada płytę gramofonową z 1924 roku z nagranym głosem Stefana Żeromskiego, oraz kolekcję fotografii szkolnych kolegów Żeromskiego pochodzących z lat 1884-1886 (niektóre z nich opatrzone są dedykacjami).
Muzeum ma także w swych zbiorach zespół ilustracji do utworów Stefana Żeromskiego – Syzyfowych prac, Promienia, Ludzi bezdomnych, Wiernej rzeki, Dziejów grzechu, Popiołów, Urody życia, Walki z szatanem, Przedwiośnia, Puszczy jodłowej i innych. Autorami rysunków byli m.in. Monika Żeromska, Jan Marcin Szancer, Antoni Uniechowski, Krzysztof Henisz czy Szymon Kobyliński.

## Działalność
Muzeum zajmuje się gromadzeniem, eksponowaniem zbiorów związanych z młodzieńczym okresem życia oraz twórczością Stefana Żeromskiego. Eksponaty prezentowane są na tematycznej wystawie stałej. Prócz działalności wystawienniczej muzeum prowadzi lekcje i warsztaty muzealne przeznaczone głównie dla młodzieży szkolnej.
W muzeum ma swoją siedzibę Towarzystwo im. Stefana Żeromskiego, które corocznie przyznaje Stypendia im. Andrzeja Radka.